# La Vialadiu
La Vialadiu (en francès La Villedieu) és un municipi francès situat al departament del Losera i a la regió d'Occitània.